# Eriocaulon tenuissimum
Eriocaulon tenuissimum är en gräsväxtart som beskrevs av Takenoshin Nakai. Eriocaulon tenuissimum ingår i släktet Eriocaulon och familjen Eriocaulaceae. Inga underarter finns listade i Catalogue of Life.